# 田頭剛
田頭 剛（たがしら ごう、1987年6月2日 - ）は、日本の体操選手。広島県因島出身。

## 人物
広島県立因島高等学校を卒業後、順天堂大学に進学。その後同大学院へ進学と同時にセントラルスポーツに所属。2008年には、全日本体操競技選手権大会の跳馬で優勝。同年の第4回アジア体操競技選手権の日本代表として団体ではゆか、つり輪、跳馬の3種目に出場し団体優勝を果たし、個人では跳馬で銀メダル、つり輪で7位となった。また、翌年2009年にアメリカで開催されたパシフィックコースト・クラシック及び日本学生選抜・スタンフォード大学対抗戦においても高得点を獲得して跳馬優勝を果たす。そして、同年の11月に開催された第63回全日本体操競技団体・種目別選手権大会において連覇がかかる中、日本人で初めて当時の価値点7.0満点の大技を2本成功させて、ただ一人両技とも16点台の高得点をたたき出した。しかし、決勝の最終跳躍で転倒し3位後退で試合を終えた。

## 経歴
- 父に勧められ6歳の時から体操を始める
- 2005年、全国高校選抜において跳馬優勝[9]。
- 2006年、順天堂大学に入学[10]。
- 2008年、全日本インカレにおいて団体優勝・跳馬優勝[11]。全日本体操競技選手権大会において跳馬優勝。アジア体操競技選手権において団体優勝・跳馬2位。
- 2009年、全日本インカレにおいて跳馬優勝（2連覇）[12]。全日本体操競技選手権大会において跳馬3位[13]。
- 2010年、全日本社会人体操競技選手権大会において跳馬優勝[14]。右足首脱臼、手術を行う。
- 2013年、第一線を退き、地元で教職に就く。
- 2015年、全日本シニア体操競技選手権大会2部において個人総合・平行棒・鉄棒優勝[15]。
- 2016年、広島県立三原高校普通科の体育教員になる。また、1年1組の副担任も務める。全日本マスターズ体操競技選手権大会2部において個人総合2位・ゆか優勝[16]。
- 2017年、結婚。右肘関節を脱臼、靭帯再建手術を行う。
- 2018年、全日本マスターズ体操競技選手権、大会2部において団体、個人総合2位。
- 2019年、母校の小学校で講演会「転んでも立ち上がれ」を行う。

## 受賞
- 2005年：広島県教育委員会 メイプル賞[17][18]。
- 2008年：広島県体育・スポーツ知事賞[19]
- 2009年：日本体操協会 栄光賞[20]。
- 2010年：順天堂大学 最優秀選手賞[21][22]。
- 2016年：公益財団法人広島県体育協会 体育賞[23]

## テレビ出演
- お好みワイドひろしま「広島スポーツ王国」
- NHK「跳べ！ムーンサルト」
- ぐるぐるスクール